# Zémio
Pour les articles homonymes, voir Obo.
Zémio est une ville de République centrafricaine située dans la préfecture de Haut-Mbomou dont elle constitue l'une des trois sous-préfectures.

## Histoire
Au début des années 1890, les Belges se sont installés le long du M'Bomou, entretenant de bonnes relations avec les sultans Bangassou, Rafaï et Zémio, auxquels ils achètent ou échangent contre des armes leur stock d'ivoire . En 1894, par convention internationale européenne, les Belges doivent laisser la place aux Français.
En 1895, le sultan Zemio permet au gouverneur de l’Oubangui Victor Liotard, qui prépare le passage de la mission Marchand, de construire un fort près de sa résidence, sa zeriba.
Le sultanat de Zemio est peu à peu incorporé à la colonie française de l'Oubangui-Chari, future République centrafricaine, comme ceux de Bangassou et de Rafaï, dont les sultans ont aidé la progression des Français vers le Nil en leur fournissant des porteurs,.

## Éducation
La commune compte 7 écoles publiques à Guinekoumba 1, Ketiessa, Koumboli, dont 4 à Zémio : Site des réfugiés, Kondo, Camp peuhl et Bodjokpo.